# Rufina Gaszewa
Rufina Siergiejewna Gaszewa (ros. Руфина Сергеевна Гашева, ur. 14 października 1921 we wsi Wierchnije Czusowskije Gorodki w powiecie permskim w guberni permskiej, zm. 1 maja 2012 w Moskwie) – radziecka podpułkownik lotnictwa, Bohater Związku Radzieckiego (1945).

## Życiorys
Mieszkała w Permie, a od 1930 w Moskwie, do 1939 skończyła 10 klas szkoły, później studiowała na Wydziale Mechaniczno-Matematycznym Moskiewskiego Uniwersytetu Państwowego. 
Od września 1941 służyła w Armii Czerwonej, w lutym 1942 skończyła kursy szturmanów (nawigatorów) przy wojskowej szkole pilotów w Engelsie, została skierowana do 46 Gwardyjskiego Nocnego Bombowego Pułku Lotniczego 325 Nocnej Bombowej Dywizji Lotniczej 4 Armii Powietrznej. Walczyła na Froncie Południowym (od maja do lipca 1942), Północno-Kaukaskim (od lipca do września 1942), w składzie Północnej Grupy Wojsk Frontu Zakaukaskiego (od września 1942 do stycznia 1943), ponownie na Froncie Północno-Kaukaskim (od stycznia do listopada 1943), w składzie Samodzielnej Armii Nadmorskiej (od listopada 1943 do maja 1944) i 2 Froncie Białoruskim (od czerwca 1944 do maja 1945), brała udział w bitwie o Kaukaz, wyzwoleniu Kubania, operacji kerczeńsko-eltigeńskiej, krymskiej, mohylewskiej, białostockiej, osowieckiej, mławsko-elbląskiej, pomorskiej i berlińskiej w stopniu starszego porucznika. Wykonała 848 lotów bojowych na siłę żywą i technikę wroga. 23 lutego 1945 za męstwo i heroizm okazane w walkach z niemiecko-faszystowskimi najeźdźcami otrzymała tytuł Bohatera Związku Radzieckiego i Order Lenina; dekoracji dokonał 8 marca 1945 dowódca 2 Frontu Białoruskiego Konstanty Rokossowski w sali teatru miejskiego w Tucholi. 
Po wojnie do października 1945 służyła jako szturman eskadry w Północnej Grupie Wojsk stacjonującej w Polsce, w 1952 ukończyła Wojskowy Instytut Języków Obcych i została wykładowcą języków obcych w Wojskowej Akademii Wojsk Pancernych. W 2000 otrzymała stopień podpułkownika lotnictwa. Została pochowana na Cmentarzu Wostriakowskim.

## Odznaczenia
- Złota Gwiazda Bohatera Związku Radzieckiego (23 lutego 1945)
- Order Lenina (23 lutego 1945)
- Order Czerwonego Sztandaru (dwukrotnie - 25 października 1943 i 14 grudnia 1944)
- Order Wojny Ojczyźnianej I klasy (dwukrotnie - 26 kwietnia 1944 i 11 marca 1985)
- Order Czerwonej Gwiazdy (dwukrotnie - 30 listopada 1942 i 31 grudnia 1956)
- Medal „Za zasługi bojowe” (19 listopada 1951)
- Medal „Za zwycięstwo nad Niemcami w Wielkiej Wojnie Ojczyźnianej 1941–1945”
- Medal „Za obronę Kaukazu”
- Medal „Za wyzwolenie Warszawy”
- Medal „Weteran pracy”